# قصر جرجان
قصر اختصاصي جرجان (بالفارسية: کاخ اختصاصی گرگان) هو قصر تاريخي يعود إلى عصر الدولة البهلوية، ويقع في جرجان.